# Dorudon
Dorudon és un gènere extint de cetacis de la família dels basilosàurids que visqueren en oceans càlids d'arreu del món durant l'Eocè mitjà i superior, fa entre 34 i 41 milions d'anys. Feia uns 5 m de llargada. Tenia les aletes curtes i les potes posteriors reduïdes i nedava fent oscil·lar la cua, un tret típic dels cetacis moderns. A diferència dels seus parents d'avui en dia, mancava de meló, tenia el musell llarg i estret i estava dotat de dents de tipus heterodont.
Ocupa un lloc important en l'evolució dels cetacis com a representant de la primera generació de cetacis totalment aquàtics. Aparegué a principis de l'estatge faunístic Bartonià. El seu registre fòssil reflecteix una distribució tot al llarg del mar de Tetis, en el qual Dorudon tendia a restar en aigües d'escassa profunditat prop de la costa. S'extingí fa aproximadament 36 milions d'anys, poc abans de l'inici de l'Oligocè, a causa d'un gran episodi de canvi climàtic conegut com a Grande Coupure. L'espècie D. atrox és l'arqueocet del qual se saben més coses.

## Morfologia
Tot i que Dorudon no era una forma de transició, sí que presenta una combinació de caràcters a mig camí entre els seus avantpassats terrestres i els cetacis moderns. Per exemple, a diferència de les balenes actuals, Dorudon tenia una mandíbula ben desenvolupada amb 42 dents afilades. Les del davant tenien forma de con i estaven especialitzades a atrapar les preses, mentre que les del darrere tenien forma triangular i estaven adaptades per estripar carn, de manera semblant als mesoníquids. Per aquest motiu, durant molt de temps aquests foren considerats avantpassats dels basilosàurids. Actualment es creu que els cetacis tenen un avantpassat comú amb els artiodàctils.
Malgrat que a primera vista s'assemblava molt a un dofí, presentava una sèrie de diferències importants. Encara posseïa unes petites potes posteriors, que probablement utilitzava per agafar-se millor a la parella a l'hora de copular. Aquest és un dels motius pels quals es pensa que Dorudon està relacionat estretament amb els cetacis actuals, però que no n'és l'avantpassat directe. A diferència dels protocètids, els seus precursors, els ossos pelvians de Dorudon associats a aquestes potes ja no estaven units a la columna vertebral, de manera que les vèrtebres sacres eren molt similars a la resta de vèrtebres.
La columna vertebral de Dorudon presenta moltes adaptacions a una forma de vida completament aquàtica, com unes vèrtebres cervicals comprimides, una mida uniforme de les vèrtebres des de les toràciques fins a les caudals anteriors, i vèrtebres caudals posteriors aplanades sobre l'eix dorsoventral. Tenia 7 vèrtebres cervicals, 17 de toràciques, 20 de lumbars, cap de sacra i 21 de caudals. Tot i tenir una aleta caudal, mancava del peduncle caudal que tenen els cetacis moderns. També es pensa que no tenia cap mena de capacitat de desplaçar-se a terra.
D'altra banda, les potes davanteres dels seus avantpassats terrestres esdevingueren aletes amb una articulació flexible del colze, semblants a les de les foques d'avui en dia. Tanmateix, el moviment del colze estava limitat al pla anteroposterior.

Esquelet de Dorudon a Egipte

El cap de Dorudon no tenia espai per un meló com el de les balenes dentades d'avui en dia, i el cervell també era més petit en comparació. Això fa pensar que no tenia les habilitats socials de les balenes actuals. Els narius es trobaven en una posició endarrerida al cap respecte als protocètids, però tot i això estaven més endavant que en els cetacis moderns.
Igual que els cetacis moderns, Dorudon nedava fent oscil·lar la cua, a diferència de cetacis més primitius, que xipollejaven amb les potes, remaven amb la pelvis o ondulaven la cua. Era un nedador força lent; la seva velocitat s'estima en uns 12 metres per segon. El seu cos era fusiforme, cosa que l'ajudava a guanyar en capacitat hidrodinàmica.
Es calcula que D. atrox feia aproximadament 5 m de llargada i pesava aproximadament 1.100 kg. A diferència dels cetacis moderns (en els quals les femelles solen ser molt més grosses) i els seus cosins basilosaures (en els quals es donava el cas invers), els indicis semblen suggerir que Dorudon no presentava dimorfisme sexual. Com que la majoria d'exemplars coneguts són joves, en què la diferència sexual no estaria tan accentuada, aquest aspecte s'ha hagut d'estudiar mitjançant l'avaluació de trets presents des de la infància. Per aquest motiu, tampoc no es pot descartar que en els exemplars adults hi hagués un dimorfisme sexual marcat.

## Comportament
Els animals que viuen en zones costaneres tenen més probabilitats de quedar fossilitzats després de la seva mort, i en aquest estadi evolutiu, Dorudon ja era un animal totalment aquàtic. Gràcies als fòssils que se n'han trobat, els paleontòlegs poden imaginar-se quin era el comportament d'aquest animal fa 40 milions d'anys.
Els científics han calculat que D. atrox tenia un cervell d'uns 976 g i un pes total de 2.700 kg, per a un quocient d'encefalització de 0,40. Segons aquestes estimacions, hauria estat aproximadament igual d'intel·ligent que la iubarta d'avui en dia. L'absència de meló li hauria impedit utilitzar ultrasons per orientar-se com ho fan els odontocets moderns.
Com tots els cetacis, tenia una dieta carnívora. S'alimentava de mol·luscs i peixos petits. D'altra banda, els fòssils trobats a Wadi al-Hitan indiquen que Dorudon era un animal gregari que vivia en grups.
Igual que les balenes actuals, respirava aire i havia de sortir periòdicament a la superfície per agafar aire. Tanmateix, a diferència dels cetacis d'avui en dia, no tenia espiracles, sinó que havia de treure el cap per sobre de la superfície de l'aigua i respirar profundament per mitjà dels narius, situats a mig camí entre el musell i la part superior del cap.

## Hàbitat

Ossos al jaciment de Wadi al-Hitan

Dorudon visqué als mars tropicals i subtropicals de l'Eocè superior. La seva difusió geogràfica estava centrada a l'oceà de Tetis, un oceà primitiu que es formà fa 250 milions d'anys a finals del període Permià i que en temps de l'Eocè encara separava Àfrica i el subcontinent indi de la vora sud d'Euràsia.
Com el seu predecessor, el Paleotetis, l'oceà de Tetis era un oceà càlid i profund. Posseïa nombrosos mars marginals, especialment a la zona eurasiàtica. A l'època en la qual visqué Dorudon, l'oceà ja es trobava en una fase avançada del seu procés de tancament, que començà fa 100 milions d'anys amb la fragmentació de Gondwana i el moviment d'Àfrica i l'Índia cap a latituds més septentrionals. Aquest procés continuà durant el Quaternari fins que l'oceà de Tetis quedà gairebé totalment tancat. Avui en dia, el mar Mediterrani i el mar Negre són alguns dels pocs vestigis que en queden.
Dorudon vivia en aigües litorals de poca fondària. Per exemple, els fòssils de D. serratus han estat trobat en tres subformacions diferents del Faium, que en temps de l'Eocè eren un ecosistema de mar obert som (formació de Gehannam), un ecosistema centrat en un banc de sorra costaner (formació de Birket Qarun) i una llacuna (formació de Qasr el-Sagha).
Dorudon compartia hàbitat amb mamífers marins com ara el basilosaure o Zygorhiza, i taurons com Otodus o Physogaleus. Així com els adults eren prou forts per defensar-se fins i tot dels depredadors més grossos, les cries de Dorudon podrien haver estat presa de basilosaures afamats, com ho demostren marques de mossegades trobades al crani d'algunes cries.

## Fòssils

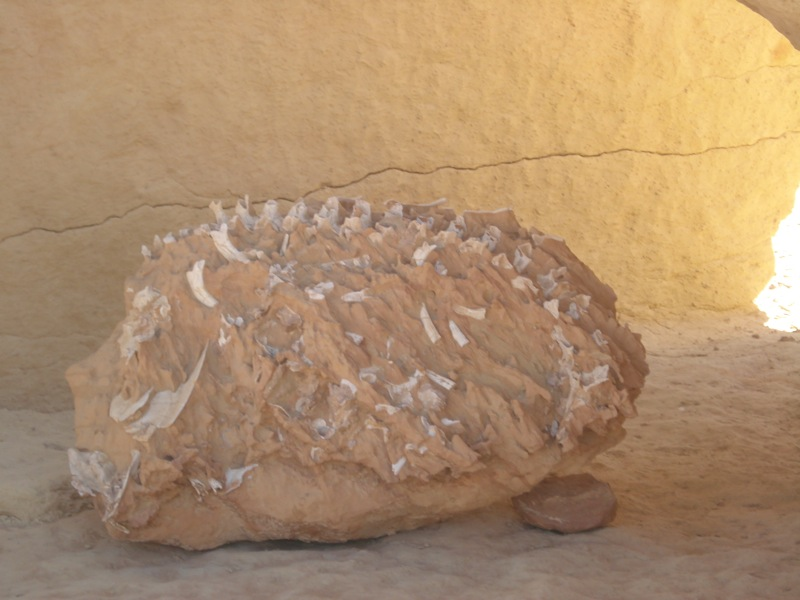
Columna vertebral d'una cria de Dorudon a Wadi al-Hitan

Originalment es creia que els dorudontins eren basilosaures joves, car els seus fòssils són semblants, però més petits. Tanmateix, més recentment s'ha demostrat que són un grup diferent gràcies al descobriment de Dorudon joves.
El primer fòssil fou descobert el 1906 a Egipte, però fou confós amb un basilosaure jove. Wadi al-Hitan, la cèlebre «vall de les balenes» d'Egipte, té un repertori de fòssils que ha dut els científics a especular sobre les relacions ecològiques que s'hi desenvolupaven en temps de l'Eocè. En efecte, el jaciment conté, entre altres espècies, les restes de basilosaures adults i de Dorudon adults i joves. A l'Eocè superior, Wadi al-Hitan era una badia soma on, com alguns mamífers marins actuals, els Dorudon podrien haver anat per donar a llum en un lloc protegit. El cap d'alguns Dorudon joves sembla haver estat esclafat per algun depredador, i l'únic que sembla prou gros per ser-ne responsable és el basilosaure. La gran força necessària per abatre una presa de la mida de Dorudon explicaria perquè tots els basilosaures de Wadi al-Hitan són adults. Tanmateix, els basilosaures no eren els únics depredadors potencials de Dorudon; també s'han identificat com a possibles depredadors taurons i cocodrils marins.

## Taxonomia

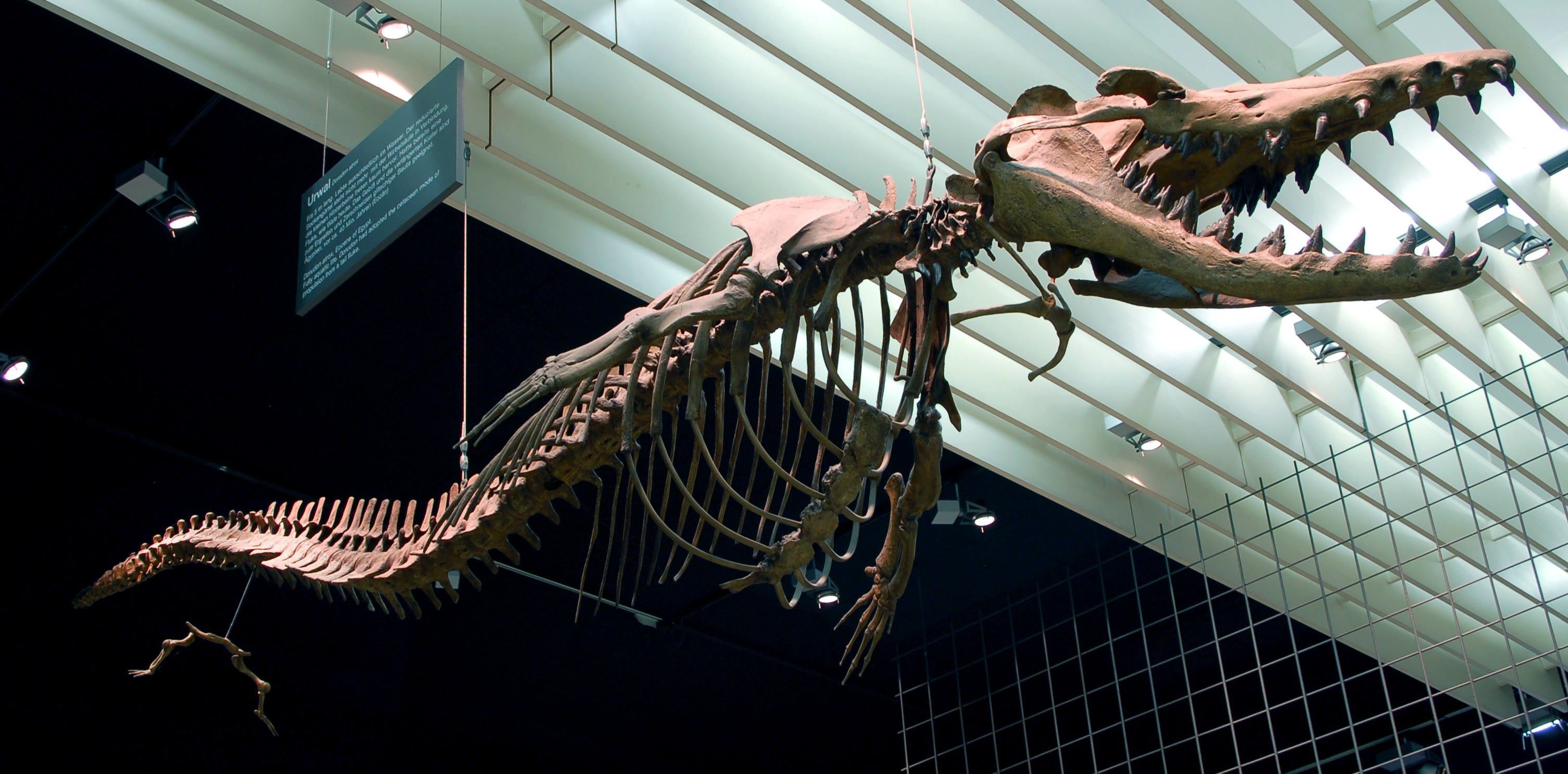
Esquelet de D. atrox al Museu de Senckenberg

El gènere Dorudon ha contingut diverses espècies amb el pas dels anys, de les quals dues encara es consideren vàlides:

### D. atrox
Descrita per Charles William Andrews l'any 1906 amb el nom Prozeuglodon atrox, a partir de material fòssil trobat a la formació del Faium d'Egipte. Encara avui en dia, els turistes poden visitar el jaciment i veure els ossos de molts cetacis prehistòrics, entre ells D atrox. Al principi, Andrews classificà el material pertanyent a D. atrox com a Zeuglodon isis, però després el separà d'aquesta espècie basant-se en la presència d'una protuberància posterointerna al que ell creia que eren les premolars P3 i P4. Tanmateix, en realitat l'exemplar que Andrews estudiava era un exemplar jove, i aquestes dents eren dents de llet. Kellogg se n'adonà i, creient que era un exemplar jove de Zeuglodon isis, recombinà ambdues espècies en Prozeuglodon isis. A la dècada del 1990, Gingerich tornà a separar l'espècie, i basant-se en comparacions amb D. serratus, aquesta fou inclosa al gènere Dorudon.
Es disposa de material fòssil de gairebé tota l'anatomia de D. atrox, tret dels ossos principals del maluc i algunes parts de les potes posteriors. Tanmateix, és difícil distingir D. atrox de D. serratus, car no es coneix gaire dels exemplars adults d'aquesta última espècie.

### D. serratus
Descrita per Robert Wilson Gibbes l'any 1845 amb el seu nom actual, a partir de material fòssil trobat a Carolina del Sud, a la formació de Harleyville. És molt semblant físicament a Zhygorhiza kochii, i no és clar quines característiques cal utilitzar per diferenciar les dues espècies. El fet que la majoria d'exemplars de Z. kochii siguin adults i que el tipus de D. serratus pertanyi a un espècimen jove no ha fet més que exacerbar la confusió, i fins que no es duguin a terme estudis més detallats no es pot descartar que formin una mateixa espècie.
Es disposa de poc material fòssil d'aquesta espècie: només alguns ossos cranials fragmentaris, dents i vèrtebres caudals. S'ha perdut part del material descrit per Gibbes, i sembla difícil que es puguin recuperar més ossos de la localitat tipus, car actualment es troba inundada pel tercer llac més gran de Carolina del Sud, el llac Moultrie, creat a principis de la dècada del 1940 pels serveis públics de l'estat.

## Documentals

A Walking with Beasts

Un grup de Dorudon són uns dels protagonistes del segon episodi de la sèrie de paleontologia de la BBC Walking with Beasts. En l'episodi, una femella de basilosaure desesperadament afamada descobreix el grup de Dorudon en què les femelles estan a punt de parir.
Quan la femella de basilosaure s'acosta al grup, els Dorudon comencen a assetjar-la, intentant utilitzar la seva superioritat numèrica per intimidar-la i foragitar-la. La proximitat dels terrenys de cria de Dorudon els incita encara més a repel·lir l'amenaça. Aquest assetjament sembla tenir èxit, i el basilosaure retrocedeix al fons marí a rascar-se contra un banc de sorra per desparasitar-se.
Els Dorudon tornen als mateixos terrenys de cria que cada any per donar a llum, i algunes cries ja han nascut fa pocs dies. El basilosaure descobreix els terrenys de cria, i els Dorudon adults comencen immediatament a allunyar les cries del depredador. Els adults també llancen atacs contra el basilosaure per expulsar-lo, i en un primer moment ho aconsegueixen. Tanmateix, el basilosaure no desisteix i torna a l'atac poc després, aconseguint capturar diverses cries al llarg dels dies següents malgrat els esforços dels adults.
Dorudon també ha aparegut a Sea Monsters, un documental de la BBC semblant a Walking with Beasts. Apareix al segon programa, Into the Jaws of Death, on Nigel Marven busseja seguint un arsinoïteri que s'ha llençat a l'aigua i es troba amb uns quants Dorudon.